# Robert Burdet
Pour les articles homonymes, voir Burdet.
Robert de Culei surnommé Burdet (en latin : Rodbertus de Culcio, cognomento Burdet), né vers la fin du XIe siècle à Cullei en Normandie et mort vers 1155, est un chevalier normand qui s'illustra comme mercenaire en Catalogne où il deviendra prince de Tarragone en 1129.

## Biographie
D'après Ordéric Vital, Robert Burdet est originaire de Culei, un village situé dans le sud-ouest du duché de Normandie correspondant à l'actuel Rabodanges dans l'Orne. Selon une autre hypothèse, il est originaire du village de Culey, situé près de Falaise.
Vers 1115, il accompagne Rotrou III du Perche en Espagne et se met au service du roi Alphonse Ier d'Aragon. Il participe aux guerres contre les Arabes dans le nord de la péninsule Ibérique, et réussit à s'emparer de Tarragone en 1117. Selon Ordéric Vital, Robert Burdet se rendit à Rome où il reçut du pape Honorius II le comté de Tarragone. De Rome, il retourna en Normandie pour recruter des soldats et retourna en Catalogne. Il se proclama « prince de Tarragone » (Princeps Tarraconensis) sous la reconnaissance de l'évêque de Barcelone Olegarius (en), à qui il prêta hommage en 1129, tout en se montrant indépendant vis-à-vis du puissant comté de Barcelone et en poursuivant sa lutte contre les musulmans.
Après sa mort, ses fils perdirent la principauté de Tarragone dès 1171 et en 1177, les Normands furent définitivement chassés de la région.

## Union et descendance
Selon Ordéric Vital, la femme de Robert Burdet se prénommait Sibylle et était la fille d'un certain Guillaume Caprae. Ordéric Vital dira à son sujet : Pendant qu'il [Robert Burdet] se rendait à Rome, et qu'il était retourné en Normandie pour y trouver des compagnons, sa femme Sibylle, fille de Guillaume Caprae, garda Tarragone. Elle n'avait pas moins de courage que de beauté. En effet, dans l'absence de son mari, elle était pleine de vigilance ; chaque nuit elle s'armait d'une cuirasse comme un chevalier ; elle montait sur les murs, un bâton à la main, faisait le tour de la place, réveillait les sentinelles et les engageait prudemment à ne se pas laisser surprendre par les ruses de l'ennemi. On doit beaucoup d'éloges à une jeune dame qui sert ainsi son mari avec foi par une affection attentive, et qui gouverne pieusement le peuple de Dieu avec toute l'habileté de la vigilance ».
D'une union avec une certaine Agnès († 1170), probablement épousé en Espagne, il eut quatre fils :
1. Guillaume († 1168) ;
2. Robert († après décembre 1168) ;
3. Richard ;
4. Bérenger, qui assassina en 1171 l'archevêque de Tarragone Hug de Cervelló pour se venger du crime ordonné par l'ecclésiastique contre son frère Guillaume.

### Sources et bibliographie
- Ordéric Vital, Histoire de Normandie, L. XIII.
- (en) McCrank L. J., « Norman Crusaders in the Catalan Reconquest : Robert Burdet and the Principality of Tarragona, 1129-1155 », Journal of Medieval History Hull, Volume 7, 1981.
- (en) Lucas Villegas-Aristizábal, Norman and Anglo-Norman Participation in the Iberian Reconquista, c. 1018–1248, PhD thesis, University of Nottingham (June 2007), 112–45.